# Ruwe eendemossel
De ruwe eendemossel (Lepas pectinata) is een rankpootkreeftensoort uit de familie van de eendenmosselen (Lepadidae). De wetenschappelijke naam van de soort werd in 1793 voor het eerst geldig gepubliceerd door Spengler.